# Стадион Улеви
Стадион Улеви (швед. Ullevi) је стадион у Гетеборгу, Шведска. Користи се за фудбал, атлетику и концерте.
Изграђен је за потребе Светско првенство у фудбалу 1958, али је Улеви од тада био домаћин и Светског првенства у атлетици на отвореном 1995. и Европског првенства у атлетици на отвореном 2006, као и финала Купа победника купова 1983. и 1990, Европског првенства у фудбалу 1992. и финала Купа УЕФА 2004. године, а сваке године је домаћин свечаног отварања Готија купа, највећег фудбалског турнира на свету по броју учесника. ФК Гетеборг је такође овде играо два финала Купа УЕФА, 1982. и 1987, али у оквиру финалног двомеча (код куће и у гостима).

## Историја
Шведској су као домаћину Светског првенства у фудбалу 1958. били потребни нови стадиони. У архитектонском конкурсу 1954. архитекте Стен Самуелсон и Фриц Јенеке су изабране да ураде пројекат новог стадиона. Име Ullevi је узето из нордијске митологије. Године 1955. је почела израда пројекта, а градско веће је 14. јуна 1956. донело коначну одлуку да ће нови стадион бити изграђен.
Изградња стадиона је почела у мају 1957. и стадион је био завршен до пролећа 1958, а трошкови изградње су били око 30 милиона круна.
Стадион је званично отворен 29. маја 1958. утакмицом између фудбалске репрезентације Шведске и селекције Гетеборга. Утакмица се завршила резултатом 2:2, а први гол на новом стадиону је постигао Гунар Грен.
Године 1959. на њега су прешли фудбалски клубови Гетеборг, Ергрите и ГАИС. На њему су остали све до 1992, када су прешли на мањи стадион Гамла Улеви, који је више одговарао њиховим потребама.
Рекордна посета за фудбалски меч је забележена 3. јуна 1959, када је локални дерби између Гетеборга и Ергритеа посматрало 52.194 гледалца. Највећа посета на неком спортском догађају је забележена 14. септембра 1958, када је бокс мечу између Ингемара Јохансона и Едија Макена присуствовало 53.614 гледалца.

## Међународне утакмице

### УтакмицеСветског првенства 1958.
| Датум         | Време | 1. Тим          | Рез.  | 2. Тим          | Коло                 | Гледалаца |
| ------------- | ----- | --------------- | ----- | --------------- | -------------------- | --------- |
| 8. јун 1958.  | 19:00 | Совјетски Савез | 2 : 2 | Енглеска        | Група 4              | 49.348    |
| 11. јун 1958. | 19:00 | Бразил          | 0 : 0 | Енглеска        | Група 4              | 40.895    |
| 15. јун 1958. | 19:00 | Бразил          | 2 : 0 | Совјетски Савез | Група 4              | 50.928    |
| 17. јун 1958. | 19:00 | Совјетски Савез | 1 : 0 | Енглеска        | Група 4              | 23.182    |
| 19. јун 1958. | 19:00 | Бразил          | 1 : 0 | Велс            | Четвртфинале         | 25.000    |
| 24. јун 1958. | 19:00 | Западна Немачка | 1 : 3 | Шведска         | Полуфинале           | 50.000    |
| 28. јун 1958. | 17:00 | Западна Немачка | 3 : 6 | Француска       | Утакмица за 3. место | 25.000    |

### УтакмицеЕвропског првенства 1992.
| Датум         | Време | 1. Тим    | Рез.                     | 2. Тим  | Коло       | Гледалаца |
| ------------- | ----- | --------- | ------------------------ | ------- | ---------- | --------- |
| 12. јун 1992. | 17:15 | Холандија | 1 : 0                    | Шкотска | Група 2    | 35.720    |
| 15. јун 1992. | 20:15 | Холандија | 0 : 0                    | ЗНД     | Група 2    | 34.400    |
| 18. јун 1992. | 20:15 | Холандија | 3 : 1                    | Немачка | Група 2    | 37.725    |
| 22. јун 1992. | 20:15 | Холандија | 2 : 2 (прод) (4 : 5 пен) | Данска  | Полуфинале | 37.450    |
| 26. јун 1992. | 20:15 | Данска    | 2 : 0                    | Немачка | Финале     | 37.800    |

### Финала УЕФА клупских такмичења
| Датум         | 1. Тим     | Рез.         | 2. Тим         | Такмичење                   | Гледалаца |
| ------------- | ---------- | ------------ | -------------- | --------------------------- | --------- |
| 5. мај 1982.  | Гетеборг   | 1 : 0        | Хамбургер      | 1. утакмица финала Куп УЕФА | 42.548    |
| 11. мај 1983. | Абердин    | 2 : 1 (прод) | Реал Мадрид    | Куп победника купова        | 17.804    |
| 6. мај 1987.  | Гетеборг   | 1 : 0        | Данди јунајтед | 1. утакмица финала Куп УЕФА | 50.023    |
| 9. мај 1990.  | Сампдорија | 2 : 0 (прод) | Андерлехт      | Куп победника купова        | 20.103    |
| 19. мај 2004. | Валенсија  | 2 : 0        | Олимпик Марсељ | Куп УЕФА                    | 39.000    |